# Murowaniec (województwo kujawsko-pomorskie)

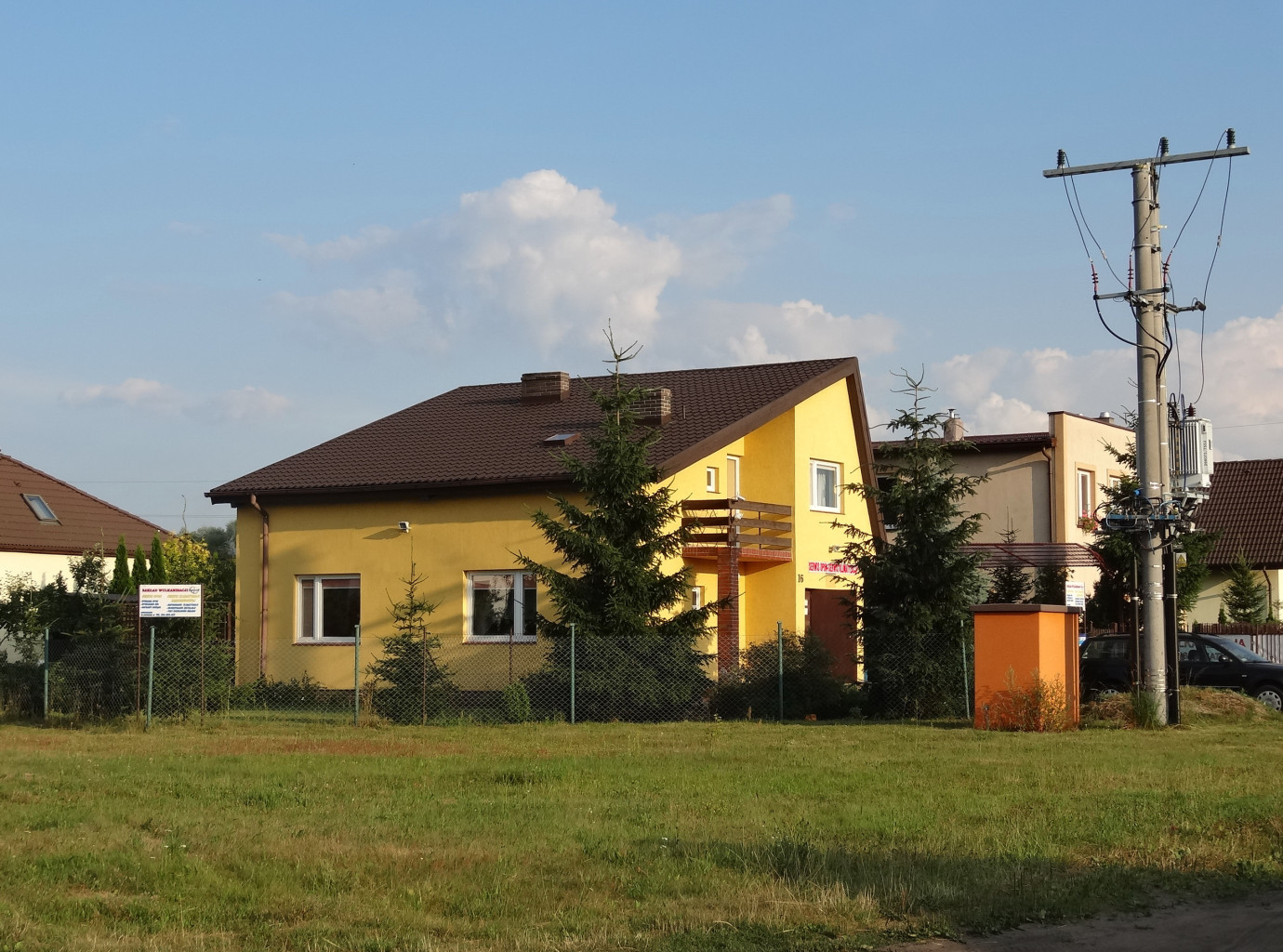
Zabudowa

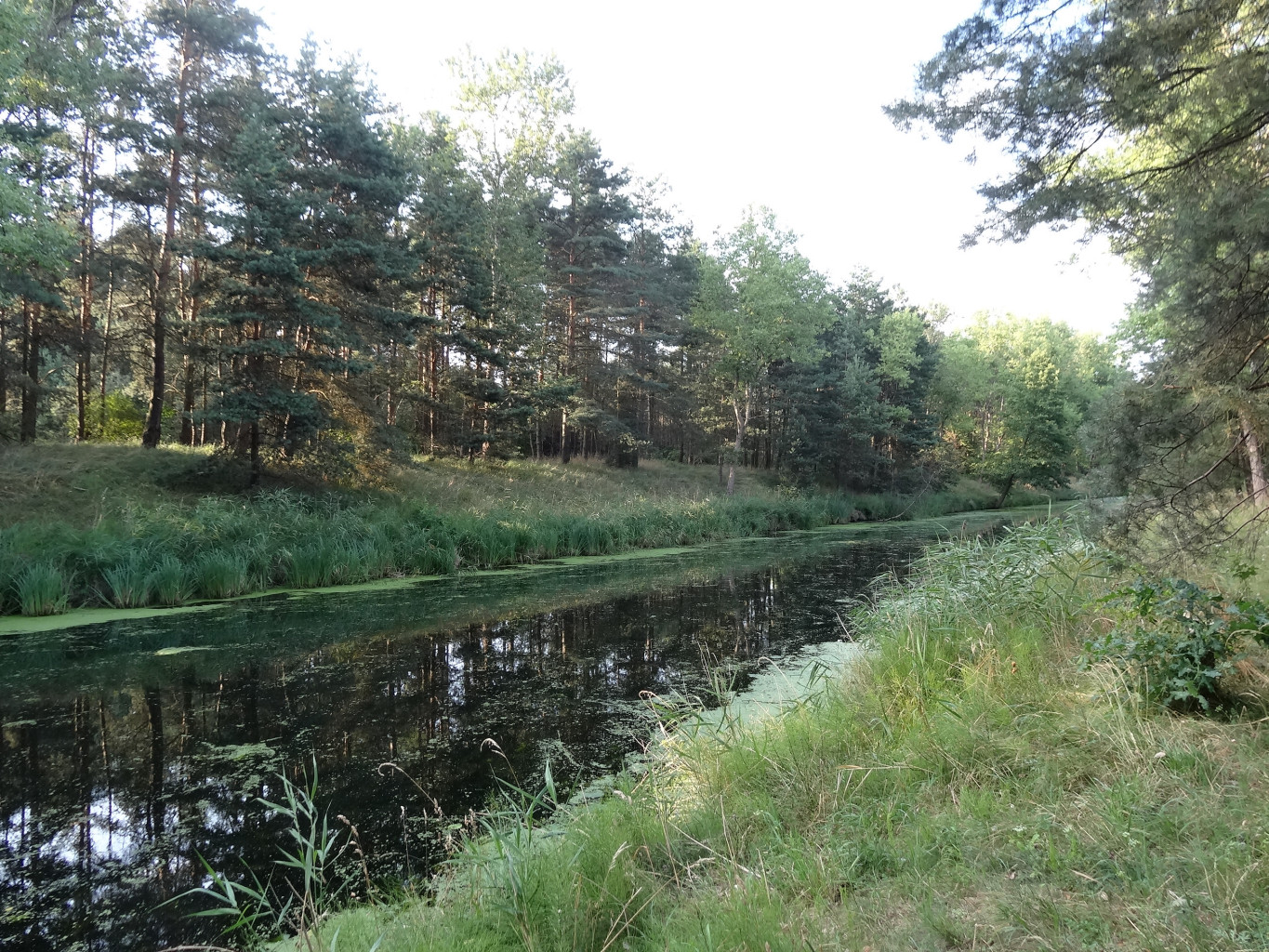
Kanał Górnonotecki w Murowańcu

Murowaniec – wieś w Polsce, położona w województwie kujawsko-pomorskim, w powiecie bydgoskim, w gminie Białe Błota.

## Podział administracyjny
W latach 1950–1998 miejscowość administracyjnie należała do województwa bydgoskiego.

## Położenie
Murowaniec znajduje się około 9 km na południowy zachód od granic Bydgoszczy. Znajduje się w południowo-zachodniej części gminy Białe Błota. Od południa graniczy z sołectwem Kruszyn Krajeński, od wschodu z Lipnikami, a od północy z Drzewcami. Miejscowość otoczona jest Puszczą Bydgoską, najbardziej od zachodu i północy. Zachodnią granicą wsi jest Kanał Górnonotecki, który na północ od miejscowości przebiega głębokim przekopem przez tereny leśne.
Pod względem fizycznogeograficznym wieś leży w obrębie makroregionu Pradolina Toruńsko-Eberswaldzka, w mezoregionie Kotlina Toruńska i mikroregionie Równina Rynarzewska (Równina Lipnicka).

## Charakterystyka
Murowaniec to wieś sołecka o charakterze pozarolniczym. Dominuje funkcja mieszkaniowa oraz drobne zespoły handlu i usług. Prawie ¾ powierzchni sołectwa zajęta jest przez działki letniskowe, lasy i łąki. Działalność rolnicza posiada znaczenie drugorzędne. Na terenie Murowańca funkcjonują tylko 2 gospodarstwa rolne o powierzchni powyżej 1 ha. Miejscowość dysponuje dogodnymi warunkami do rozwoju budownictwa jednorodzinnego.
W skład wsi wchodzą wybudowania: Rowiec oraz Za Kanałem (Nadkanale). W skład sołectwa Murowaniec wchodzi również wieś Lipniki.
W miejscowości znajduje się kościół, który jest siedzibą parafii św. Rafała Kalinowskiego. W strukturze kościoła rzymskokatolickiego parafia należy do metropolii gnieźnieńskiej, diecezji bydgoskiej, dekanatu Białe Błota.
Na terenie wsi zlokalizowany jest nieczynny cmentarz ewangelicki.

## Historia
W okresie staropolskim Murowaniec był wsią szlachecką, należąca do powiatu bydgoskiego.
W 1774 r. zbudowano Kanał Bydgoski, łączący Brdę w Bydgoszczy z Notecią w Nakle. Dla potrzeb zasilania tego kanału w wodę przekopano również kanał zasilający (niem. Speise Canal), który prowadził od Dębinka przez środek Bydgoskich Łąk Nadnoteckich i następnie przez las po zachodnim obrzeżu Murowańca.
W XIX wieku we wsi nastąpił rozwój osadnictwa niemieckiego. Spis miejscowości rejencji bydgoskiej z 1833 r. podaje, że w folwarku Murowaniec mieszkało 50 osób (43 ewangelików, 7 katolików) w 3 domach. Według opisu Jana Nepomucena Bobrowicza z 1846 r. folwark Murowaniec należał do rządowej domeny bydgoskiej. Kolejny spis z 1860 r. podaje, że w Murowańcu znajdował się folwark, którego właścicielem był niejaki Wächter oraz kolonia osadnicza. Łącznie mieszkało tam 313 osób (188 ewangelików, 125 katolików) w 22 domach. Dodatkowo istniała osada Rowiec (niem. Kanalsgarten), gdzie mieszkało 3 ewangelików. Najbliższa szkoła elementarna znajdowała się w Kruszynie Niemieckim. Miejscowość należała do parafii katolickiej i ewangelickiej w Bydgoszczy.
Słownik geograficzny Królestwa Polskiego dla roku 1884 podaje, że w Murowańcu mieszkało 409 osób (182 ewangelików, 227 katolików) w 56 domostwach. W okresie zaborów ewangelicy z miejscowości należeli do gminy wyznaniowej w Cielu, gdzie w 1893 r. wzniesiono zbór ewangelicki. We wsi działała również szkoła ewangelicka.
W 1895 r. przez południowe obrzeża Murowańca poprowadzono linię kolejową z Bydgoszczy do Żnina; przedłużenie tej linii przez Kcynię i Wągrowiec stworzyło drugą linię z Bydgoszczy do Poznania (1908).
Zimą 1919 roku, w okresie powstania wielkopolskiego, między wsią a pobliskim Rynarzewem toczyły się zacięte walki powstańców z oddziałem Grenzschutzu oraz oddziałami niemieckimi z garnizonu bydgoskiego.

### Dwudziestolecie międzywojenne
20 stycznia 1920 roku wieś weszła w skład odrodzonej Rzeczypospolitej. W ramach powiatu bydgoskiego powołano gminę Bydgoszcz Nadleśnictwo zwaną również Bydgoszcz-Wieś, złożoną z 12 gromad wiejskich, m.in. gromady Murowaniec.
W okresie międzywojennym w Murowańcu istniała szkoła parytetowa polsko-niemiecka. W latach 1924–1933 należały do niej również dzieci polskie z Białych Błót, gdzie w 1924 r. zlikwidowano szkołę katolicką. 7 kwietnia 1933 r. szkoły w Białych Błotach i Murowańcu utworzyły wspólną Drużynę Harcerską im. T. Kościuszki.
W latach 20. z miejscowości wyjechało wielu Niemców, a na ich miejsce napływali Polacy. Zmieniał się więc skład narodowościowy, jednakże aż do 1945 r. okolice Murowańca charakteryzowały się stosunkowo dużym odsetkiem ludności niemieckiej. W 1938 r. powierzchnia wsi liczyła 430 ha. Mieszkało tu 379 Polaków i 271 Niemców. Udział procentowy ludności niemieckiej (42%), przekraczał średnią dla powiatu bydgoskiego wynoszącą około 22%. W przededniu wybuchu II wojny światowej wzrósł rewizjonizm mniejszości niemieckiej, na którą silnie oddziaływała propaganda nazistowska.

### Okupacja niemiecka
4 września 1939 r. w trakcie wycofywania się wojsk polskich doszło w Murowańcu, podobnie jak w Łochowie i Prądkach do dywersji niemieckiej i ostrzeliwania żołnierzy. Z domostw niemieckich strzelano z karabinów, pistoletów i rzucano granaty. W wyniku kontrakcji wojska polskiego zginęło kilkunastu dywersantów. Według niemieckiego historyka Hugo Rasmusa w wyniku strzelaniny zginęło w Murowańcu 14 Niemców.
Zajęcie miejscowości przez wojska hitlerowskie i grupy specjalne, składające się z szowinistów niemieckich, zapoczątkowało represje miejscowej ludności polskiej. Jeszcze we wrześniu 1939 r. aresztowano i rozstrzelano czterech mieszkańców Murowańca. Dokonano także licznych wysiedleń Polaków z gospodarstw rolnych, bądź domów i mieszkań. Na ich miejsce osiedlano Niemców z Wołynia, krajów nadbałtyckich i Besarabii.
W okresie okupacji niemieckiej 1939–1945 miejscowość wchodziła w skład rejencji bydgoskiej, powiatu bydgoskiego (niem. Landkreis Bromberg), obwodu urzędowego Bydgoszcz-Wieś (niem. Amtsbezirk Bromberg-Land), który składał się z 15 gmin: Białe Błota, Brzoza, Ciele Jachcice, Kruszyn, Lisi Ogon, Łochowice, Łochowo, Murowaniec, Opławiec, Osowa Góra, Prądki, Prądy, Przyłęki i Zielonka.
31 października 1943 roku gmina wiejska Murowaniec (niem. Murnitz) liczyła 430 ha. Mieszkało tu 446 osób w 117 domach.

### Po II wojnie światowej
Tuż po wyzwoleniu, już w styczniu 1945 r., organizowano władze administracyjne. Na terenie powiatu bydgoskiego utworzono 10 urzędów gminnych, w tym gminę Bydgoszcz-Wieś, docelowo z siedzibą w Białych Błotach. Do gminy tej należało 14 gromad (sołectw): Białe Błota, Brzoza, Ciele, Kruszyn Kraiński, Lisi Ogon, Łochowice, Łochowo, Murowaniec, Opławiec, Osowa Góra, Prądki, Prądy, Przyłęki i Zielonka.
Niemcy byli internowani i zatrudniani w polskich gospodarstwach rolnych. Gospodarstwa poniemieckie zajęli Polacy, którzy przybyli z kresów wschodnich. W miejscowości uruchomiono jednoklasową szkołę.
Podczas reformy samorządowej w 1954 r. zamiast gmin utworzono duże gromady. Powstała wtedy gromada Białebłota, która obejmowała m.in. Murowaniec. Od 1973 r. miejscowość wchodzi w skład gminy Białe Błota.
Okres powojenny był pomyślny dla rozwoju miejscowości. Szczególnie intensywny rozwój rozpoczął się po 2000 r. i związany był z procesem suburbanizacji okolic Bydgoszczy. W okresie 2003–2009 ludność miejscowości powiększyła się o 85% z 690 do 1275 osób.
1 listopada 2007 r. biskup bydgoski Jan Tyrawa erygował w Murowańcu parafię rzymskokatolicką pod wezwaniem św. Rafała Kalinowskiego. Parafia obejmuje miejscowości: Murowaniec, Lipniki, Drzewce, Kruszyn Krajeński i Jasiniec – Białe Błota.

## Statystyka
Poniżej podano wybrane informacje statystyczne dotyczące wsi Murowaniec na podstawie Banku Danych Lokalnych GUS.
Narodowy Spis Powszechny 2002 wykazał, że we wsi Murowaniec mieszkało 537 osób w 174 gospodarstwach domowych. 30% populacji posiadało wykształcenie wyższe lub średnie. We wsi znajdowało się 126 budynków ze 144 mieszkaniami. Co czwarte mieszkanie pochodziło sprzed 1945 roku, zaś połowę wzniesiono w latach 1989–2002.
Narodowy Spis Powszechny 2011 odnotował 1350 mieszkańców Murowańca. W 2013 r. działalność gospodarczą prowadziło 195 podmiotów, w tym 172 osób fizycznych, 23 osób prawnych, 8 spółek handlowych. Dominowały mikroprzedsiębiostwa (0–9 osób). Tylko 4 przedsiębiorstwa zatrudniały powyżej 10 osób.
W latach 2008–2013 oddano do użytku 208 mieszkań – wszystkie w budownictwie indywidualnym. Stanowiło to ok. 14% nowych mieszkań wzniesionych w tym czasie w całej gminie, lecz bardzo dużo w kontekście dotychczasowej zabudowy wsi. W miejscowości funkcjonował punkt przedszkolny, który obejmował opieką 15 dzieci.